# Schloss Vestenötting

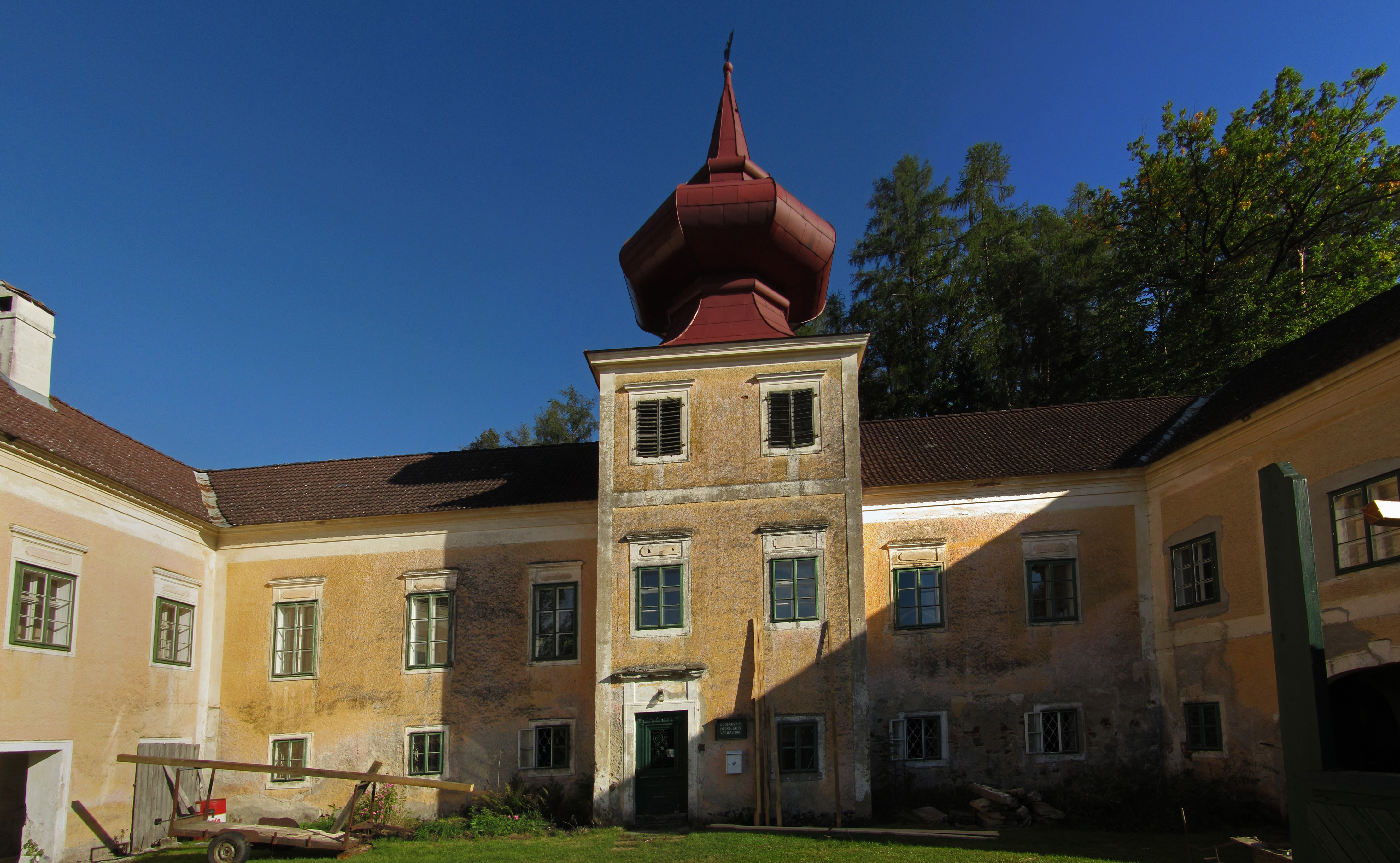
Schloss Vestenötting

Das Schloss Vestenötting ist ein Schloss in Vestenötting nördlich von Waidhofen an der Thaya in Niederösterreich.
Die ehemalige Burg befand sich östlich über der heutigen Kirche, wobei das Areal der Kirche in die Anlage einbezogen war. Der Ort Vestenötting wurde früher Netich genannt und ein Adelssitz wurde hier erstmals im Jahr 1255 mit Hernestus de Netich (Ernst von Netich) erwähnt, der in einer Urkunde als Zeuge aufschien. Diese waren Lehensnehmer von Hans von Traun aus Waidhofen, an den 1385 der Besitz wieder fällt. Die Burg wird 1430 von den Hussiten schwer beschädigt und scheint danach in Urkunden nicht mehr auf. 1456 werden Wolfgang von Traun und seine Verwandten mit dem Besitz Netichen bei Waidhofen an der Teya belehnt, später wird Wolfgang Gaßner mit dem Kirchlehen zu Nettig belehnt. Um 1587 lässt Pilgrim von Puchheim einen „neuen Stock“ bei der Mühle und dem Meierhof errichten, das heutige Schloss Vestenötting. Hierfür werden auch Baumaterialien der zerstörten Burg verwendet.
Im 19. Jahrhundert wurde das Gut mit der benachbarten Herrschaft Waidhofen vereinigt und das Schloss zum Sitz der Forstverwaltung. Das stark vernachlässigte, zuletzt 1903 renovierte und weitgehend leer stehende Gebäude gehört heute den in Schloss Waidhofen lebenden Grafen Gudenus.